# Mănăstirea Horaița
Mănăstirea Horaița este o mănăstire ortodoxă din România situată în comuna Crăcăoani, județul Neamț.